# Neossos marylandicus
Neossos marylandicus är en tvåvingeart som beskrevs av Malloch 1927. Neossos marylandicus ingår i släktet Neossos och familjen myllflugor. Inga underarter finns listade i Catalogue of Life.